# (31768) 1999 JA117
1999 JA117 (asteroide 31768) é um asteroide da cintura principal. Possui uma excentricidade de 0.21516020 e uma inclinação de 3.70474º.
Este asteroide foi descoberto no dia 13 de maio de 1999 por LINEAR em Socorro.